# Поњана (Маса-Карара)
Поњана је насеље у Италији у округу Маса-Карара, региону Тоскана.
Према процени из 2011. у насељу је живело 74 становника. Насеље се налази на надморској висини од 340 м.